# Петрачков, Павел Иванович
Па́вел Ива́нович Петрачко́в (8 июля 1917, город Иваново-Вознесенск (ныне Иваново) — 22 апреля  1945, близ Хеннигсдорфа, Германия) — командир батальона 277-го стрелкового полка 175-й стрелковой дивизии 47-й армии 1-го Белорусского фронта. Герой Советского Союза (1945). Майор (посмертно); к моменту представления к присвоению звания Героя Советского Союза — капитан.

## Биография
Родился 8 июля 1917 года в семье рабочего-железнодорожника. Русский. Окончил неполную среднюю школу, затем фабрично-заводское училище. Работал слесарем на машиностроительном заводе (ныне завод «Ивтекмаш»). В 1938 году окончил аэроклуб.
В 1938 году призван на срочную службу в пограничные войска. Служил в 15-м Краснознамённом полку войск НКВД СССР. В 1941 году окончил школу физподготовки войск НКВД в Ленинграде. Накануне войны для прохождения службы прибыл в город Львов.
На фронтах Великой Отечественной войны с июня 1941 года.
17 ноября 1943 года при подготовке Гомельско-Речицкой операции старший лейтенант Петрачков ушёл в тыл противника на разведку посёлка Тешов во главе группы разведчиков. Разведчики неожиданным ударом захватили посёлок, выбили немцев и удерживали его до подхода основных сил. За этот бой Петрачков был награждён орденом Отечественной войны 2-й степени.
В бою за деревню Малый Язвин Полесской области в Белоруссии П. И. Петрачков возглавил атаку, лично захватил вражескую пулеметную точку. Бойцы под командованием Петрачкова уничтожили две огневые точки, до взвода гитлеровцев. Командир был награждён орденом Красной Звезды.
В бою за предместье Варшавы — Прагу заместитель командира батальона Петрачков руководил круглосуточным наблюдением за передним краем противника. Информация об огневых точках, силе и расположении войск, получаемая Петрачковым, давала возможность своевременно и правильно наносить удары по превосходящим силам врага. За проявленные героизм и мужество в боях за предместье Варшавы капитан Петрачков был награждён орденом Отечественной войны 1-й степени. За форсирование Вислы капитан Петрачков получил орден Красного Знамени.
За Одером, севернее Кюстрина, батальон Петрачкова прорвал вражескую оборону на важном участке, стремительно преследовал отступающего противника, рассеивая и уничтожая его живую силу и технику. За эту операцию капитан Петрачков был представлен к высшей правительственной награде.
Особым мужеством отличился капитан Петрачков и его батальон в боях за Берлин. В ночь на 22 апреля 1945 года батальон первым вошёл в пригород Берлина — Франау. Преодолевая ожесточённое сопротивление гитлеровцев бойцы перерезали железную дорогу Берлин — Гроссзе и вышли на канал Гогенцоллерн в районе Хеннигсдорф. Этот бой оказался последним для капитана П. И. Петрачкова.
Приказом командующего фронтом Г. К. Жукова от 24 апреля 1945 года Павлу Ивановичу Петрачкову посмертно было присвоено воинское звание майор.
Указом Президиума Верховного Совета СССР от 31 мая 1945 года за образцовое выполнение боевых заданий командования на фронте борьбы с немецко-фашистским захватчиками и проявленные при этом мужество и героизм, капитану Петрачкову Павлу Ивановичу посмертно присвоено звание Героя Советского Союза с вручением ордена Ленина и медали «Золотая Звезда».
Похоронен в городе Бернау (Германия).

## Память
- Мемориальная доска на здании школы 32 в Иванове, где учился Герой.
- Именем П. И. Петрачкова названа одна из улиц Иванова.
- Памятная доска на улице капитана Петрачкова в Иванове.